# Trântă

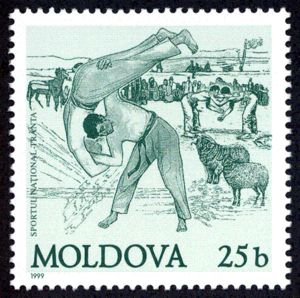
Timbru ”Sportul Național Trânta”, din anul 1999, din Republica Moldova, în valoare de 25 de bani.

Trânta este un sport de lupte corp la corp între doi sau mai mulți oameni neînarmați, care caută să se doboare unul pe altul. Trânta este un sport înrudit cu luptele greco-romane, își are originile în perioada Daciei, și în prezent este practicată în România și Republica Moldova. În Republica Moldova trânta este considerată sport național.
Aria de răspândire a trântei a fost largă, aceasta îmbrăcând pe alocuri caracteristici specifice zonei de practicare. Cele mai cunoscute forme de practicare ale trântei sunt:
- lupta ciobănească;
- lupta oltenească sau de curea (cu sau fară piedică);
- lupta dreaptă cu apucare în cruce;
- lupta cu fixarea brâului;
- lupta cu piedică;

## Descriere
În diferite variații, trânta include procedee simple precum apucături de brațe, de brâu, de corp, de gât sau picioare, aruncături peste umăr, șold sau spate etc., precum și procedee combinate, cu excluderea celor dureroase. Lupta durează 4 minute pentru juniori și 6 minute pentru adulți sau se oprește la 12 puncte diferență între trântaci. Este interzisă lovirea inamicului căzut, fiind oprită continuarea luptei până la revenirea adversarului. În anii 1960 „trânta sub formă de luptă dreaptă cu apucare în cruce... a fost introdusă în cadrul spartachiadei tineretului din România, iar din anul 1968 începea să se desfășoare Campionatul Național Sătesc de Trântă dotat cu Cupa U.T.C. în cadrul activităților sportive de masă sub egida DACIADEI.” Din 1985, ”apreciind efectele pozitive ale practicării trântei asupra organismului, precum și aptitudinile tinerilor de la sate pentru practicarea acestui sport național, Ministerul Educației și Învățământului al României a hotărât introducerea trântei în programa școlară de educație fizică din mediul sătesc, la clasele VII, VIII, IX și X”. Ultima ediție a Campionatului Național Sătesc de Trântă din România s-a desfășurat în anul 1989. De asemenea, trânta a făcut parte și din programul școlar din RSS Moldovenească, iar în prezent în Republica Moldova trânta este una din probele de bază din cadrul competiției sportive organizate la hramurile localităților, dar și de ziua sportului, unde învingătorii erau premiați cu berbeci sau cucoși vii.

## În cultură
La începutul anului 1968, regizorul moldovean Anatol Codru, a realizat filmul documentar „Trânta” (în rusă „Трынта”) care relatează despre tradițiile sportului național moldovenesc trânta. Filmul a fost turnat la studioul „Moldova Film”, în RSS Moldovenească și a fost opera de debut regizorial al lui Anatol Codru.
În același an filmul a câștigat premiul I pentru regie la Festivalul de Film de la Minsk, iar în 2012 a devenit laureat al Festivalului Internațional de Film Sportiv „Krasnogorski” de la Moscova.